# Zentralmarkt Ljubljana
Der Zentralmarkt von Ljubljana (slowenisch: Osrednja ljubljanska tržnica) ist ein Markt in Ljubljana, Slowenien. Er umfasst die Außenflächen für Marktstände auf dem Vodnik-Platz und dem Pogačar-Platz, die Markthalle zwischen beiden Plätzen sowie das Marktgebäude am Fluss Ljubljanica.
2009 wurde der Markt als nationales Kulturerbe Sloweniens unter Schutz gestellt und 2021 von der UNESCO unter dem Titel Die Werke von Jože Plečnik in Ljubljana – am Menschen orientierte Stadtgestaltung in die Liste des Welterbes aufgenommen.

## Plečnik-Markt
Das am Fluss Ljubljanica gelegene Marktgebäude, manchmal auch als Plečnik-Markt (slowenisch: Plečnikova tržnica) bezeichnet, wurde zwischen 1931 und 1939 von Jože Plečnik entworfen und zwischen 1940 und 1944 gebaut. Es erstreckt sich zwischen Drei Brücken und der Drachenbrücke am rechten Ufer des Flusses.
Die Gestaltung des Komplexes spiegelt Einflüsse der Renaissance wider. Der Bau wurde als zweigeschossige Markthalle konzipiert, die der Biegung des Flusses folgt. Auf der dem Fluss zugewandten Seite existieren große halbkreisförmige Fenster, während die Straßenseite durch eine Kolonnade begrenzt wird. Um Ausblicke auf den Fluss zu ermöglichen, wird das Gebäude durch zwei offene Säulenloggien unterbrochen. Das Dach ist mit Betonziegeln gedeckt.

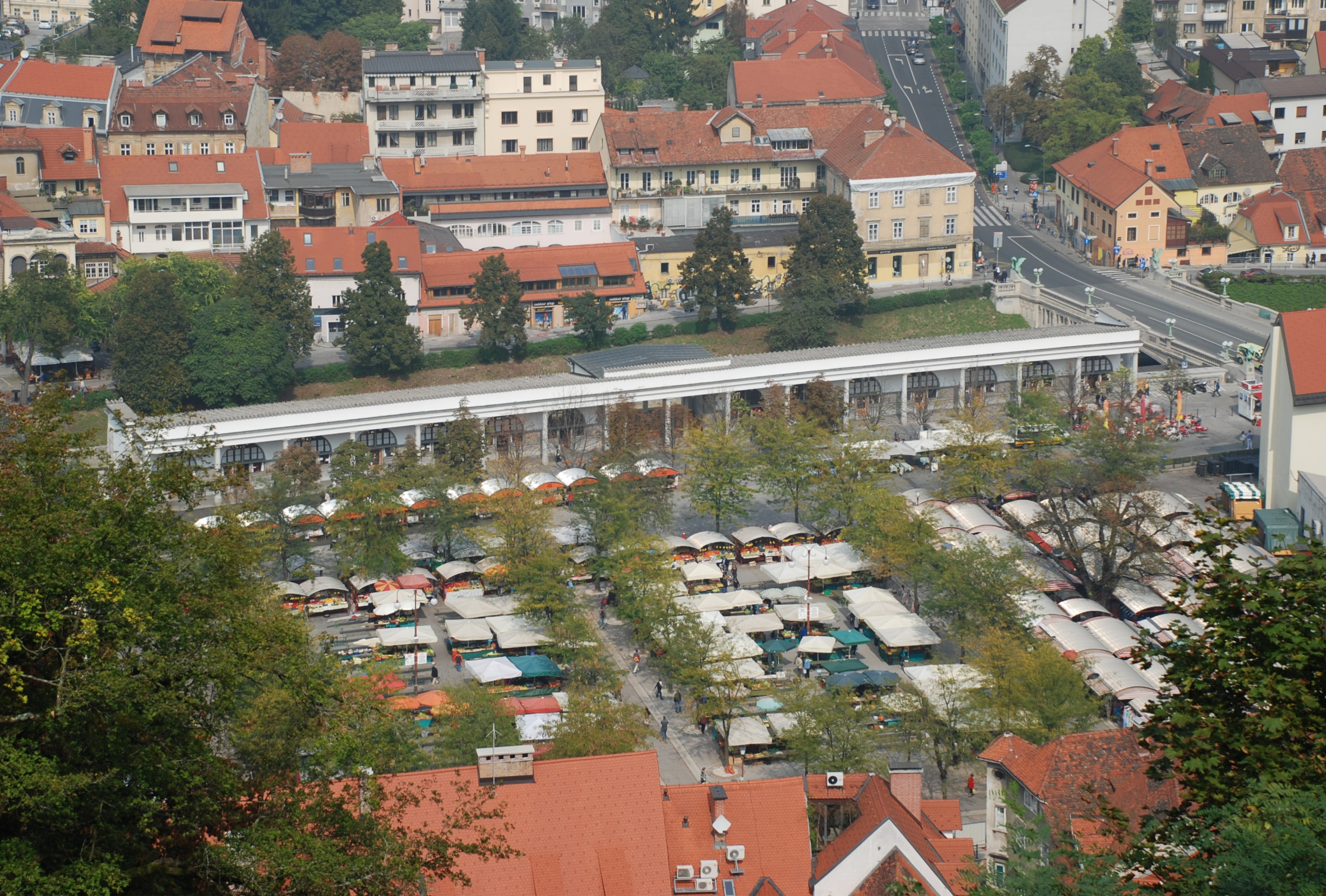
Vodnik-Platz vor Plečnik-Markt

## Freiluftmarkt auf dem Vodnik- und dem Pogačar-Platz
Der Außenverkauf des Zentralmarktes findet auf den anliegenden Plätzen Vodnik-Platz und Pogačar-Platz statt.

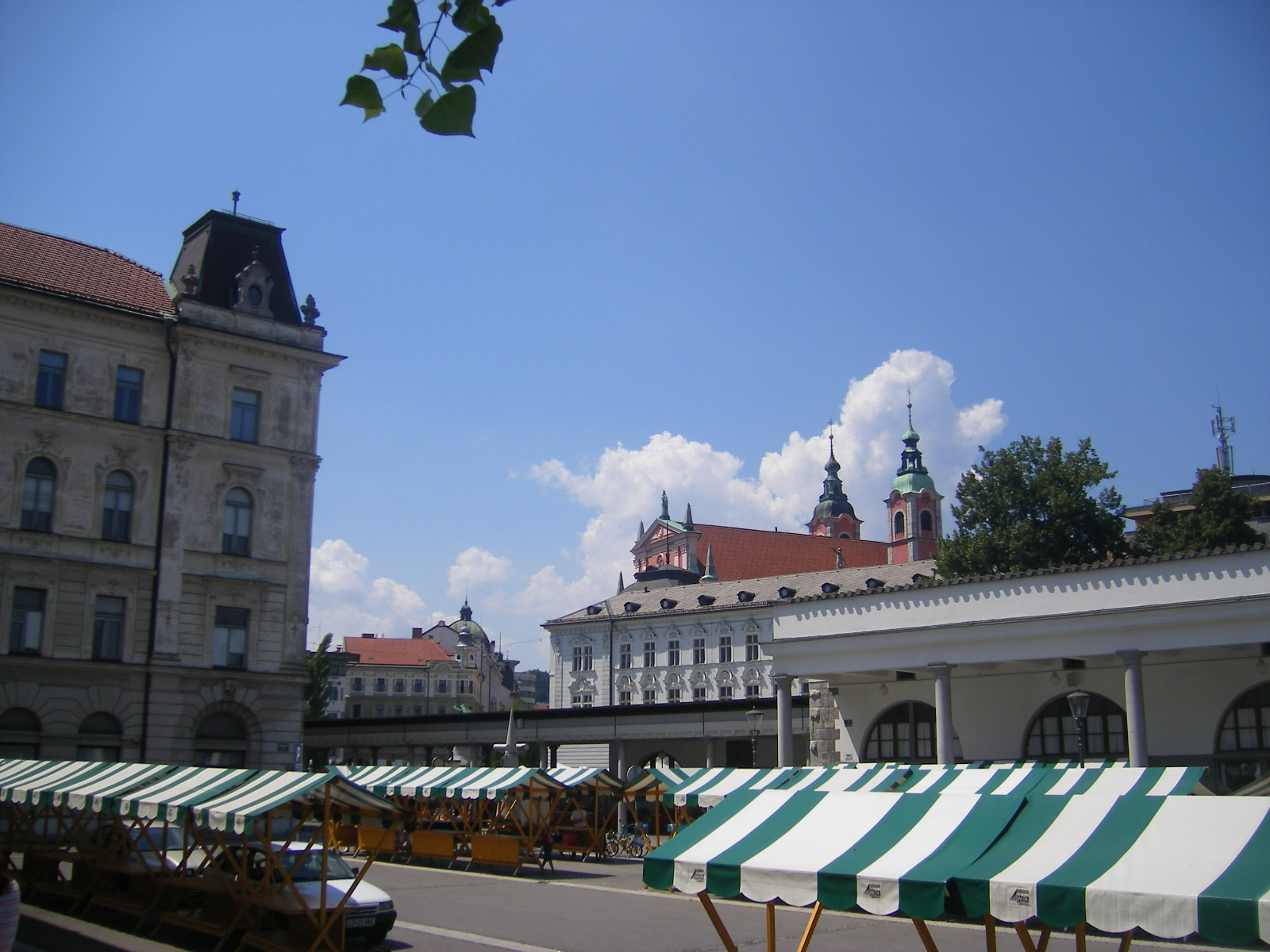
Marktstände auf dem Pogačar-Platz